# Педа
Педа () або Пера — це індійські солодощі, які виникли в місті Матхура, штат Уттар-Прадеш, Індія. Традиційно готується у вигляді товстих напівм'яких круглих кульок, основними інгредієнтами якого є хоа, цукор і традиційні ароматизатори, включаючи насіння кардамону. Він коричневого кольору. Варіанти написання та назви десерту включають педга, пенда (гуджараті) і пера.

## Історія та етимологія
Слово pda походить від санскритського слова Piṇḍa або Piṇḍaka, яке означає шматок їжі, а також солодощі на основі молока та борошна у формі грудки. Піндака як солодка знахідка згадується в текстах Аюрведи та Пакашастри, починаючи від Чарака-Самхіти IV століття до н. е. і закінчуючи Бгоджанакутухала XVII століття н. Чарака Самхіта зараховує піндаку до індійських солодощів на основі борошна та описує їх як важкі. Бгоджанакутухала описує приготування солодкого з молока та цукру з використанням спецій, таких як кардамон, гвоздика та перець.
Солодкий Doodh peda згадується в санскритській літературі під різними іменами, наприклад Dugdha Piṇḍaka та Kśīravațikă. Наприклад, Аюрведа Маходадгі Ачар'ї Сушени згадує його приготування в Крітанна Варга. Інший аюрведичний трактат Brhadyogatarangini описує солодке Kśīravați, яке зараз називається doodh peda.

Сучасні варіації pedas виникли в місті Матхура в сучасному штаті Уттар-Прадеш. Матхура педа є характерним різновидом з міста. З Уттар-Прадеш педа поширилася в багатьох частинах індійського субконтиненту. Тхакур Рам Ратан Сінгх із Лакхнау, який мігрував до Дгарвада (сучасна Карнатака) у 1850-х роках, запровадив там педа. Цей окремий сорт тепер відомий як Дгарвад педга. Канді педаль із Сатари в Махараштрі є ще одним різновидом педа. Дуд педа, прославлений молочним кооперативом Нандіні в Карнатаці, є ще одним популярним сортом.

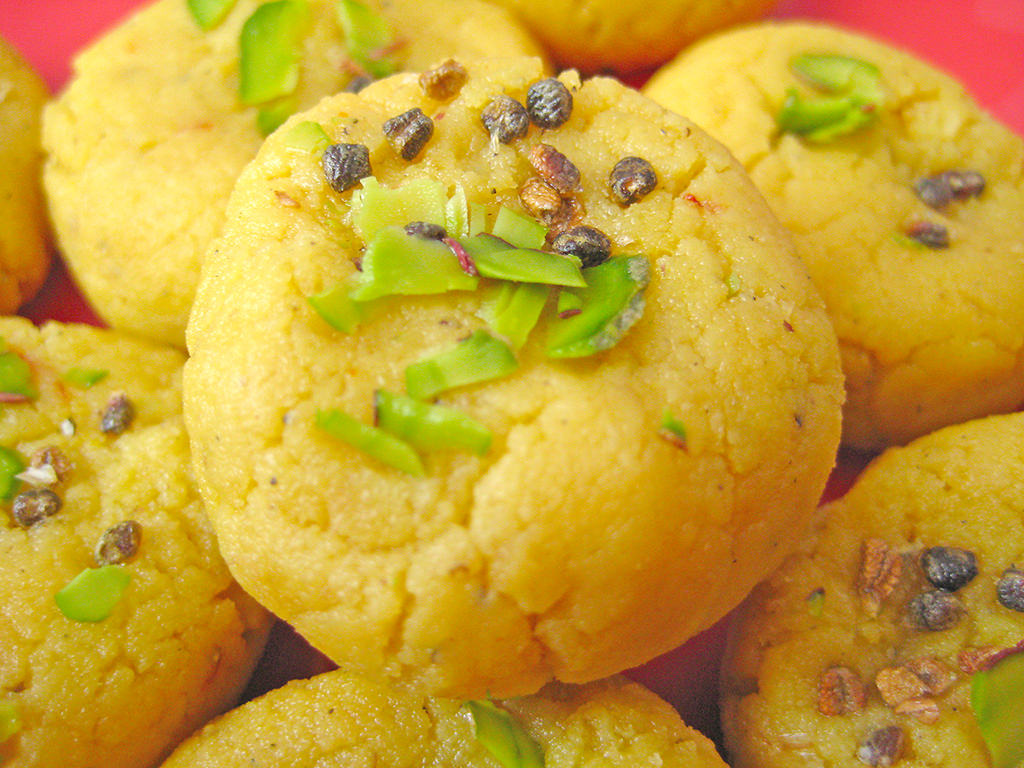
Кесар педа з гарніром фісташок і кардамоном
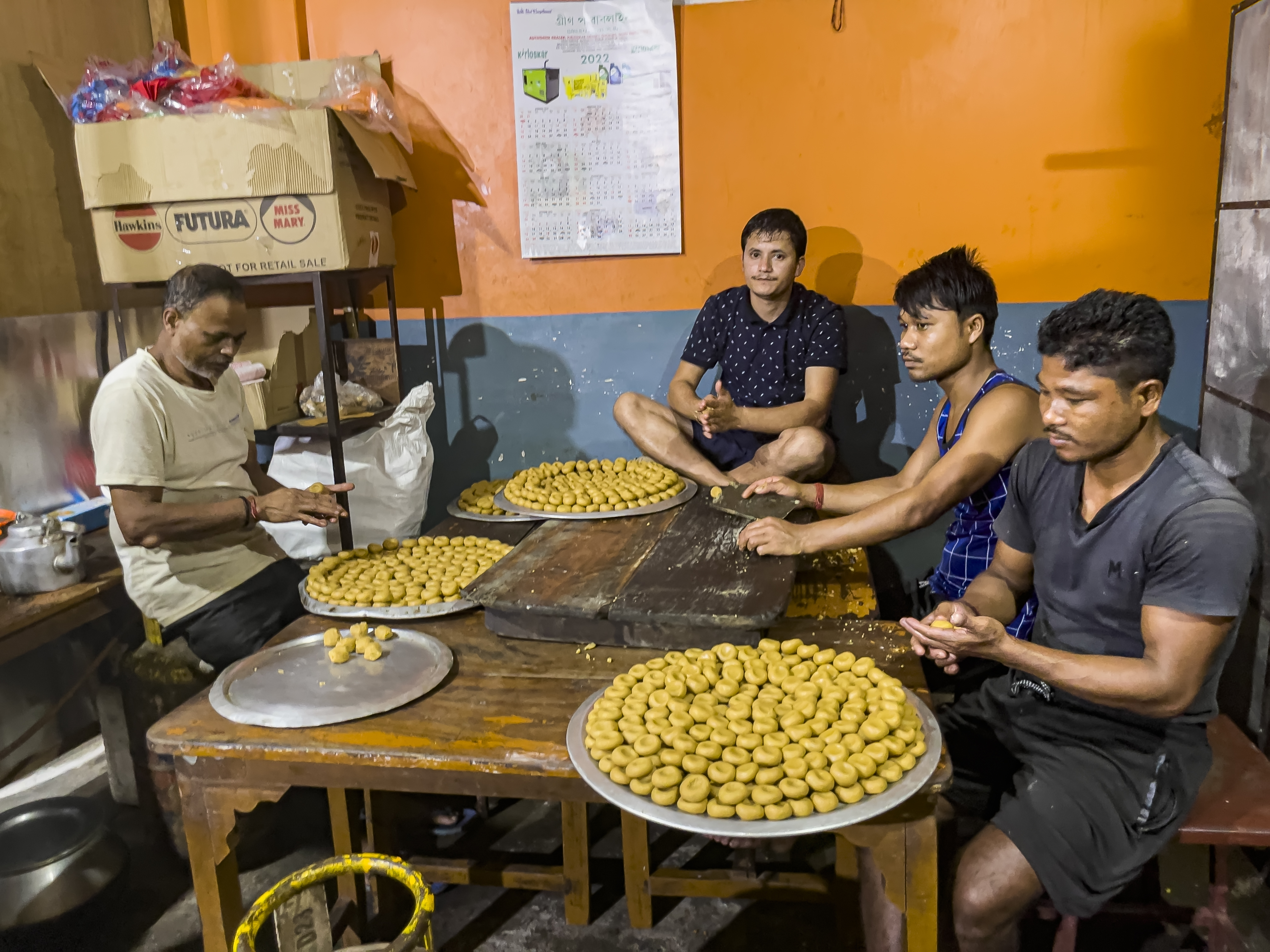
Приготування педа в Бокахаті, Ассам, Індія. Бокахат відомий своєю педпромисловістю

## Живлення
Калорійність педа може варіюватися в залежності від розміру, інгредієнтів і способу приготування. Однак, в середньому, одна педа може містити близько 40-90 калорій. Він також містить достатню кількість білка, жиру, сахарози та лактози.

## Термін придатності та зберігання
Педа мають вищий термін придатності порівняно з іншими солодощами на основі молока, такими як расгулла або калаканд (зберігаються менше 2 днів у холодильнику). Це пояснюється їх високим вмістом цукру та низьким вмістом вологи. Зазвичай він триває 3 дні без охолодження. У відповідь на цей виклик такі методи, як вакуумне та розумне пакування, додавання антиоксидантів і контроль температури, можуть збільшити термін придатності педа.

## Різновиди
У кожному регіоні свій спосіб приготування. Деякі з найпопулярніших типів педа: Doodh peda/Mathura peda з Уттар-Прадеш, Kunthalgiri peda та Dharwad peda з Карнатаки та Lal peda зі Східного Уттар-Прадешу. Крім того, існують варіації щодо смаку та консистенції, такі як Plain peda, Kesar peda та Brown peda. Щоб прийняти більш здоровий спосіб життя з низьким вмістом жиру, зараз доступні нові сорти педа, включаючи варіанти зі смаком фундука та волоського горіха. Інші молочні продукти, подібні до педа, це кунда, тхабді, Бал-Мітхаі і калаканд. У той час як солодощі зазвичай можна знайти в більшості магазинів солодощів по всій Індії, є також великі виробники молочної продукції, такі як Амуль, Nandini та Mother Dairy, які займаються виробництвом солодощів.

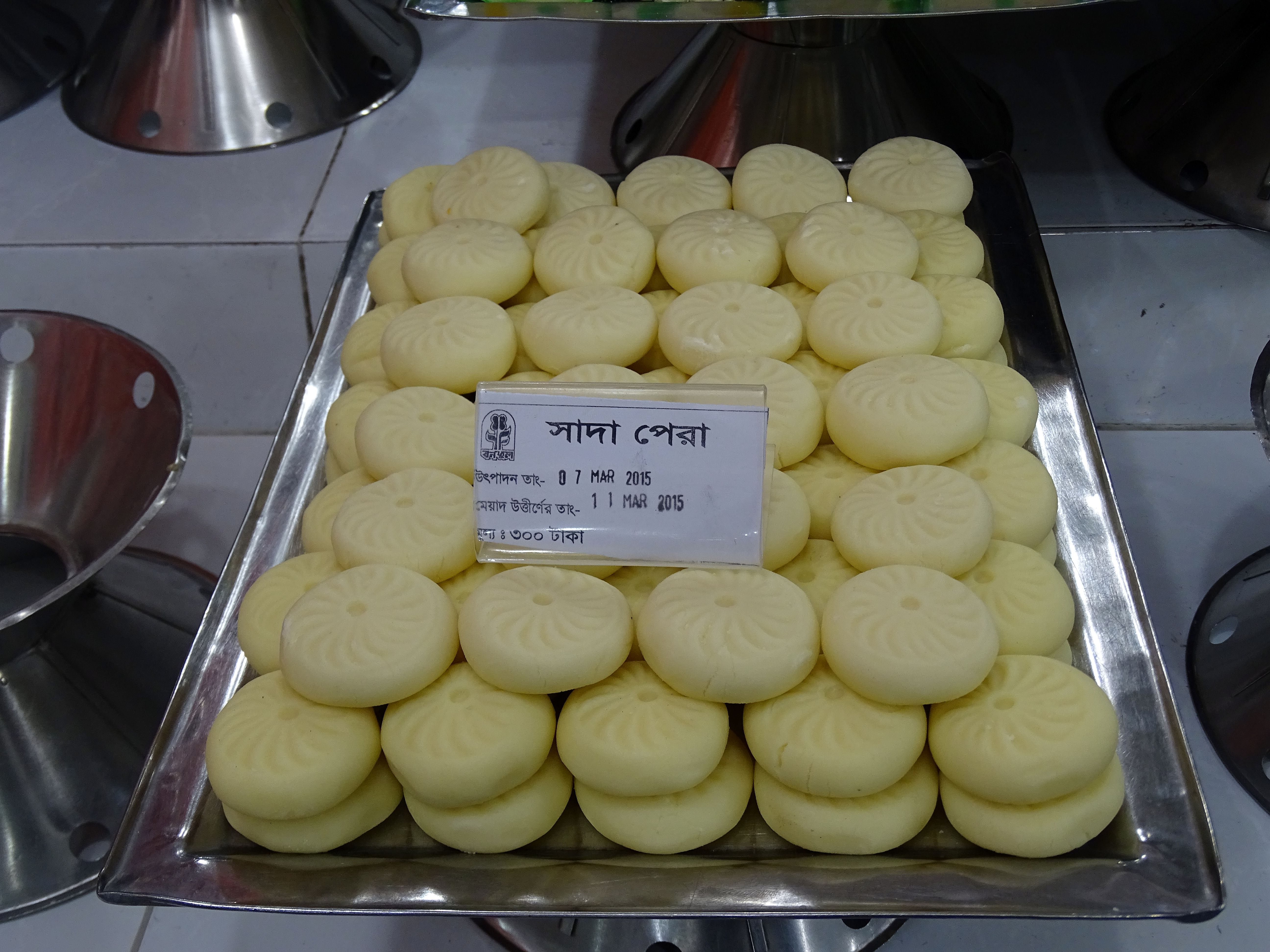
Дудг педа
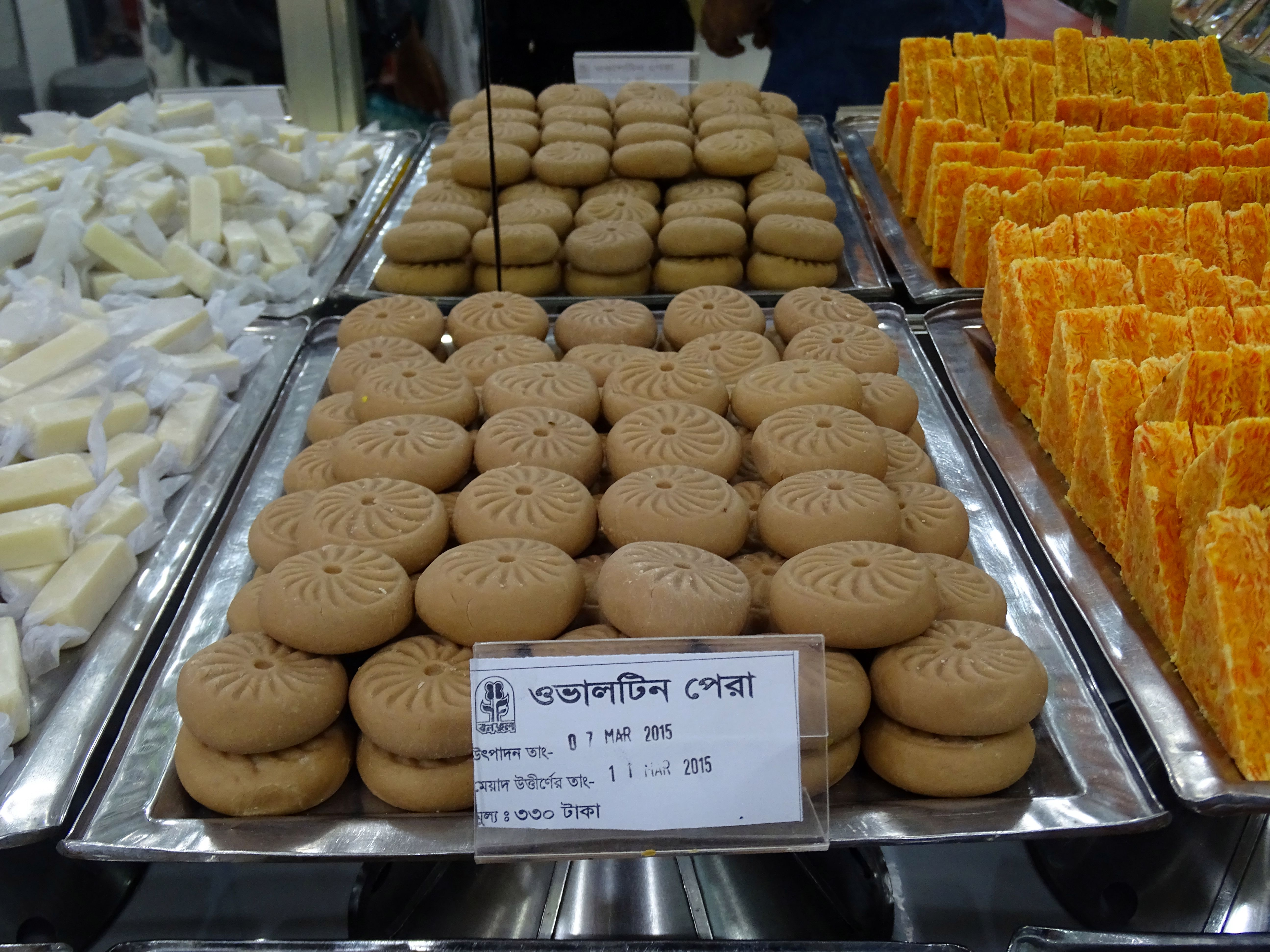
Лал педа
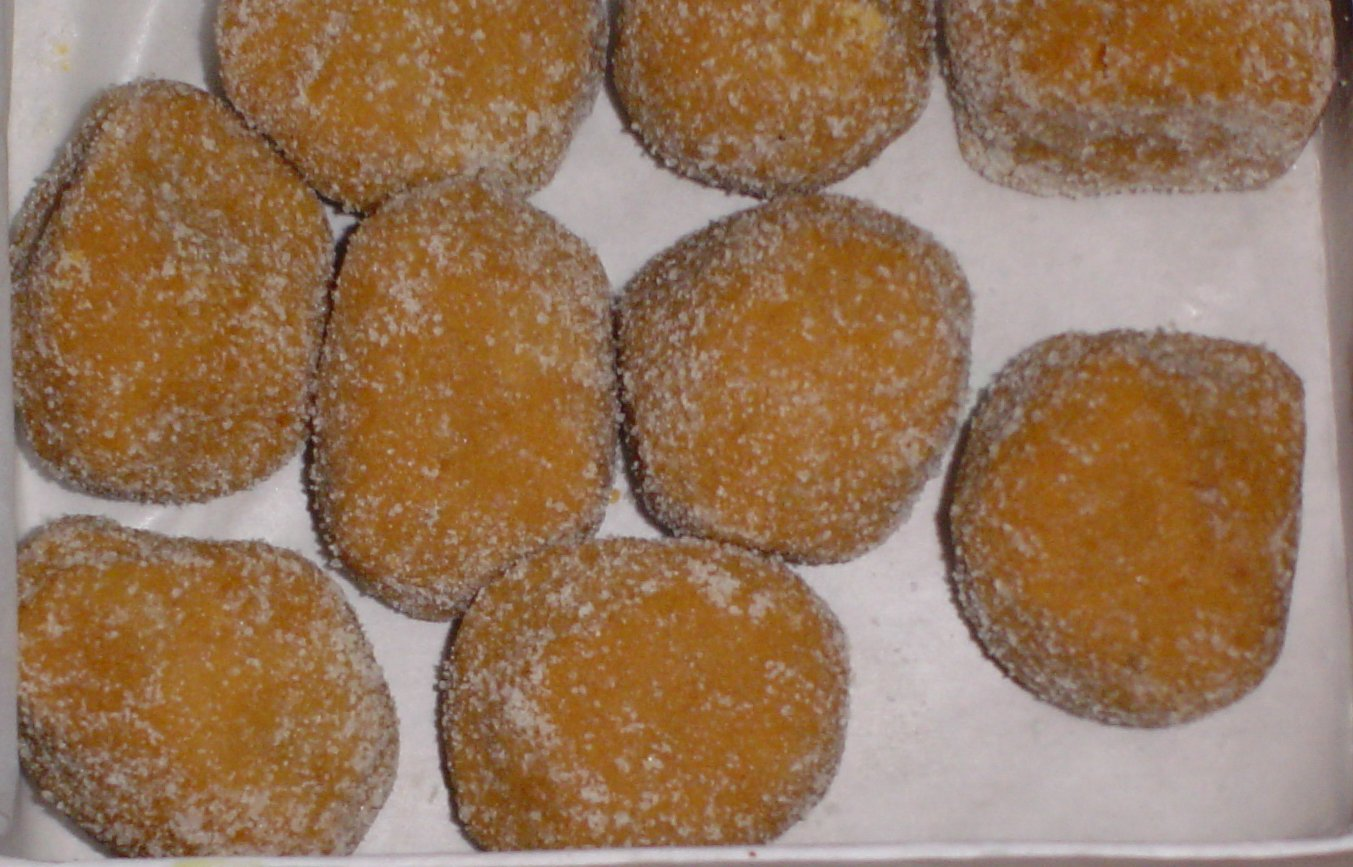
Дгарвадська педа

## Звичаї споживання

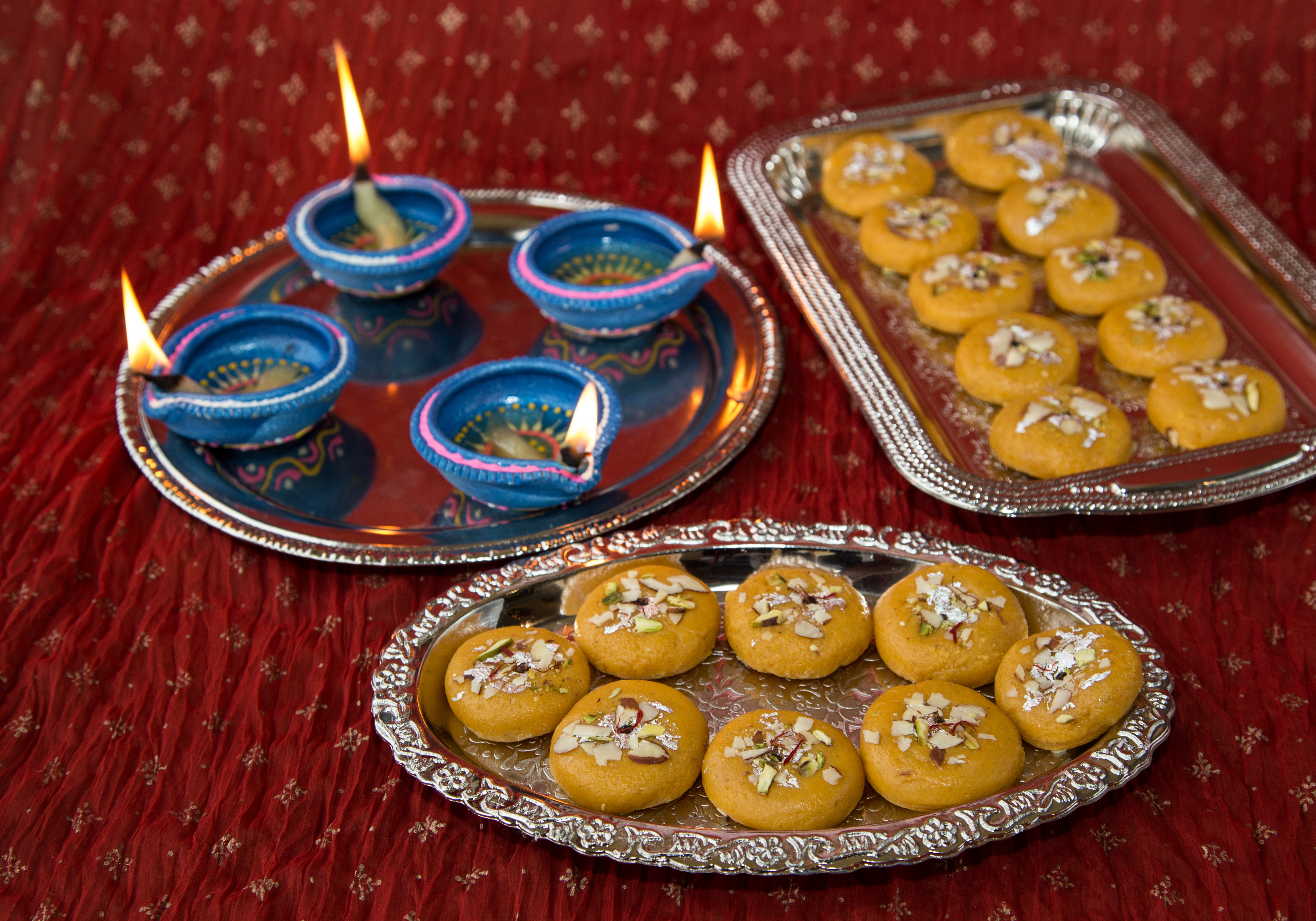
Педа під час Дівалі

Це десерт, який споживають у різних випадках, таких як фестивалі, такі як Ганеш Чатурті, Дівалі, Ракша-бандган, народження дитини або весілля. Особливо поширюється при народженні хлопчика. Це також одна з найпопулярніших солодощів, яку пропонують Крішні під час Крішна Джанмаштамі, свята, яке відзначає народження Крішни.

## У релігії
Як і ладду, педа іноді використовується як прасад у релігійних службах.
Вважається, що це улюблена солодкість Крішни, і її широко споживають під час Крішна Джанмаштамі. Існує популярна історія, яка передається упродовж століть про те, як уперше була виготовлена педа. Мати Крішни Яшода забула вимкнути молоко, яке вона кип'ятила. Поки вона згадала про це, молоко значно загусло. Щоб врятувати його, вона вирішила додати цукор і віддати його Крішні. Вважається, що це так сподобалося Крішні, що традиція пропонувати педу Крішні почалася в Матхурі, на батьківщині Крішни.